# Arnaud Desplechin
Arnaud Robert Jean Desplechin (Roubaix, 31 ottobre 1960) è un regista e sceneggiatore francese.

## Biografia
Figlio di un rappresentante di commercio e di una casalinga, Arnaud Desplechin è il secondo di quattro fratelli: la maggiore Marie (nata nel 1959) è una scrittrice di libri per l'infanzia e romanzi, mentre i gemelli Fabrice e Raphaëlle (nati nel 1963) sono rispettivamente attore nei film del fratello e sceneggiatrice cinematografica.
Deciso a lavorare nel mondo del cinema sin da giovane, frequenta i corsi di Serge Daney e Pascal Kané all'Università Paris III e riesce a farsi ammettere all'IDHEC al secondo tentativo, nel 1981. Lì, però, si trova molto in difficoltà, portando a termine nel corso della sua carriera universitaria solamente due cortometraggi, entrambi ispirati all'universo letterario del romanziere belga Jean Ray: Le Polichinelle et la Machine à coder (1983) e Le Couronnement du monde (1984). Quel che lo aiuta a uscire dall'impasse è la scoperta di un altro appassionato di Ray, il regista Alain Resnais, che Desplechin definirà «il cineasta che mi ha toccato più profondamente» nel corso dei suoi studi.
Laureatosi nel 1984 in "regia e riprese", comincia recitando e dirigendo la fotografia dei cortometraggi di ex compagni di corso dell'IDHEC come Pascale Ferran, Noémie Lvovsky ed Éric Rochant. Esordisce nel lungometraggio co-sceneggiando assieme a Rochant l'esordio alla regia di quest'ultimo, Un mondo senza pietà (1989).

### Vita privata
Dopo una relazione nei primi anni novanta con l'attrice Marianne Denicourt, è divenuto il compagno della scrittrice e sceneggiatrice Florence Seyvos, con la quale ha avuto una figlia nel 2006.

## Filmografia

### Regista e sceneggiatore

#### Cinema
- Le Polichinelle et la Machine à coder – cortometraggio (1983)
- Le Couronnement du monde – cortometraggio (1984)
- La Vie des morts – mediometraggio (1991)
- La Sentinelle (1992)
- Comment je me suis disputé... (ma vie sexuelle) (1996)
- Esther Kahn (2000)
- I segreti degli uomini (Léo, en jouant «Dans la compagnie des hommes») (2003)
- I re e la regina (Rois et Reine) (2004)
- L'Aimée – documentario (2007)
- Racconto di Natale (Un conte de Noël) (2008)
- Jimmy P. (Jimmy P. (Psychotherapy of a Plains Indian)) (2013)
- I miei giorni più belli (Trois souvenirs de ma jeunesse) (2015)
- I fantasmi d'Ismael (Les Fantômes d'Ismaël) (2017)
- Roubaix, una luce (Roubaix, une lumière) (2019)
- Tromperie - Inganno (Tromperie) (2021)
- Fratello e sorella (Frère et Sœur) (2022)

#### Televisione
- La Forêt – film TV (2014)

### Solo sceneggiatore
- Un mondo senza pietà (Un monde sans pitié), regia di Éric Rochant (1989)
- Petits arrangements avec les mort, regia di Pascale Ferran (1994)

## Teatro
- Il padre di August Strindberg. Comédie-Française (2015–16)
- Angels in America - Fantasia gay su temi nazionali di Tony Kushner. Comédie-Française (2020)

## Riconoscimenti
- Festival di Cannes
  - 1992 – In concorso per la Palma d'oro con La Sentinelle
  - 1996 – In concorso per la Palma d'oro con Comment je me suis disputé... (ma vie sexuelle)
  - 2000 – In concorso per la Palma d'oro con Esther Kahn
  - 2003 – In concorso (Un Certain Regard) con I segreti degli uomini
  - 2008 – In concorso per la Palma d'oro con Racconto di Natale
  - 2013 – In concorso per la Palma d'oro con Jimmy P.
  - 2019 – In concorso per la Palma d'oro con Roubaix, una luce
  - 2022 – In concorso per la Palma d'oro con Fratello e sorella
- Premio César
  - 1993 – Candidatura alla migliore sceneggiatura originale o il miglior adattamento per La Sentinelle
  - 1993 – Candidatura alla migliore opera prima per La Sentinelle
  - 2005 – Candidatura al miglior film per I re e la regina
  - 2005 – Candidatura al miglior regista per I re e la regina
  - 2005 – Candidatura alla migliore sceneggiatura originale o il miglior adattamento per I re e la regina
  - 2009 – Candidatura al miglior film per Racconto di Natale
  - 2009 – Candidatura al miglior regista per Racconto di Natale
  - 2009 – Candidatura alla migliore sceneggiatura originale per Racconto di Natale
  - 2014 – Candidatura al miglior film per Jimmy P.
  - 2014 – Candidatura al miglior regista per Jimmy P.
  - 2014 – Candidatura al miglior adattamento per Jimmy P.
  - 2016 – Miglior regista per I miei giorni più belli
  - 2016 – Candidatura al miglior film per I miei giorni più belli
  - 2016 – Candidatura alla migliore sceneggiatura originale per I miei giorni più belli
  - 2020 – Candidatura al miglior film per Roubaix, una luce
  - 2020 – Candidatura al miglior regista per Roubaix, una luce
  - 2020 – Candidatura al miglior adattamento per Roubaix, una luce
- Premio Jean Vigo
  - 1991 – Miglior cortometraggio per La Vie des morts
- Premio Louis-Delluc
  - 2004 – Miglior film per I re e la regina
- Premio Lumière
  - 2016 – Miglior regista per I miei giorni più belli
  - 2016 – Candidatura al miglior film per I miei giorni più belli
  - 2016 – Candidatura alla migliore sceneggiatura per I miei giorni più belli
  - 2020 – Candidatura al miglior film per Roubaix, una luce
  - 2020 – Candidatura al miglior regista per Roubaix, una luce
- Mostra del cinema di Venezia
  - 2004 – In concorso per il Leone d'oro con I re e la regina
  - 2007 – In concorso (Orizzonti) con L'Aimée